# Rhynchagrotis emarginata
Rhynchagrotis emarginata är en fjärilsart som beskrevs av Augustus Radcliffe Grote. Rhynchagrotis emarginata ingår i släktet Rhynchagrotis och familjen nattflyn. Inga underarter finns listade.